# Amel-Marduk
Pour les articles homonymes, voir Amel et Marduk.
Amel-Marduk (« Homme de Marduk »), dans la Bible : אֱוִיל מְרֹדַךְ Ewil Mérodak ou Evil-Mérodach ou Evil-Merodac, fut le fils de Nabuchodonosor II. Il fut le 3e roi de Babylone de 562 à 560 av. J.-C. de la dynastie dite « néo-babylonienne ». Il succéda à son père le 8 octobre 562.

## Un prince emprisonné?

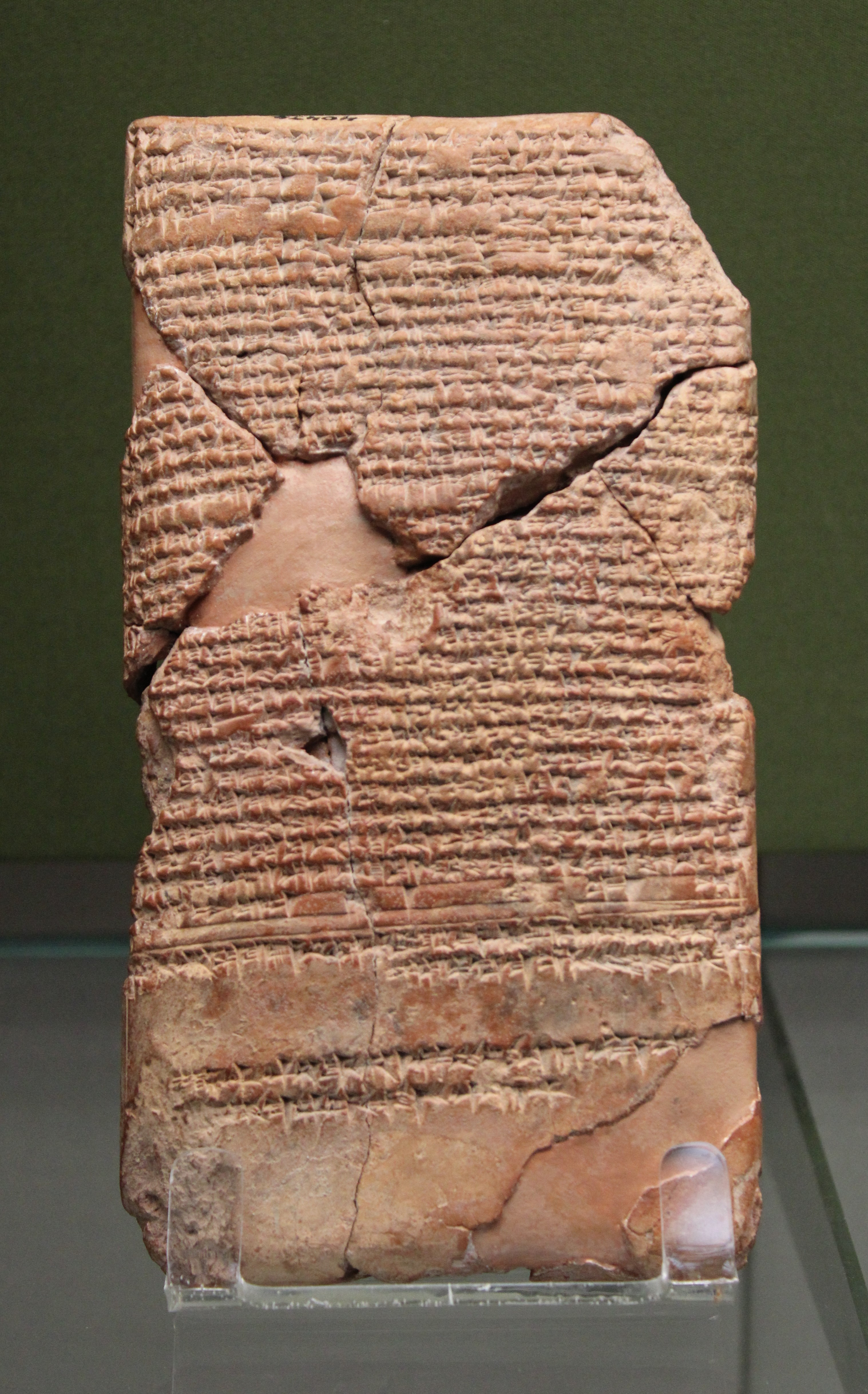
La Complainte de Nabû-shuma-ukin, fils de Nabuchodonosor II qui est peut-être Amel-Marduk avant sa montée sur le trône. British Museum.

Il est l'un des dix enfants connus de Nabuchonodonosor II, mais n'est pas attesté avec certitude durant le règne de son père. Selon I. Finkel, il faudrait l'identifier à Nabû-shuma-ukin, un prince babylonien fils de Nabuchodonosor connu par une complainte à la première personne qu'il formule alors qu'il est emprisonné. Un emprisonnement d'Amel-Marduk est rapporté par des textes de la tradition rabbinique médiévale (Vayikra Rabbah et Chroniques de Jerahmeel). Il serait malgré tout parvenu à monter sur le trône, et aurait changé son nom pour celui d'Amel-Marduk en remerciement au dieu qu'il considérerait comme son sauveur,,. 
Un autre texte littéraire, trop fragmentaire pour être bien compris, mentionne Nabuchodonosor et Amel-Marduk dans un contexte de conspiration. De ce fait, il a pu être supposé à partir de ces quelques éléments qu'Amel-Marduk, après avoir été désigné héritier du trône par son père, aurait été écarté par ce dernier et remplacé par un de ses frères. Il serait tout de même parvenu à monter sur le trône dans des circonstances indéterminées, mais son pouvoir serait resté fragile, ce qui expliquerait la révolte qui l'a renversé.
Une autre zone d'ombre pesant sur la prise de pouvoir d'Amel-Marduk est le fait que la plus ancienne attestation de son statut de roi date d'août 562, alors que son père est encore mentionné en octobre 562 : cela pourrait indiquer une co-régence, ou bien simplement refléter un problème de circulation d'information sur le changement de roi. Parmi les autres indices sur une prise de pouvoir compliquée voire impopulaire, la littérature rabbinique mentionne le fait qu'Amel-Marduk n'aurait pu prendre le pouvoir sans exhumer les restes de son père et les faire sortir du palais royal.

## Un règne peu documenté
Les données sur les deux années de règne d'Amel-Marduk sont très limitées : six inscriptions préservées sur une brique, quatre vases et une pierre de pavement, qui semblent attester de travaux d'importance mineure à Babylone, dans le secteur du palais et le pont sur l'Euphrate ; un lot de tablettes provenant du temple de Ninmah de Babylone date de son règne et la fin de celui de son père, évoquant des livraisons de matériau de construction, sans doute pour des travaux dans l'édifice (non mentionnés dans des inscriptions). 
Dans une inscription, Amel-Marduk se proclame « restaurateur de l'Esagil et de l'Ezida », référence deux principaux temples de son royaume, celui de Marduk à Babylone et celui de Nabû à Borsippa, mais il ne faut pas forcément le prendre au mot : il s'agit d'une formule dérivée d'un titre honorifique souvent présent dans les inscriptions de son paternel, qui n'implique pas qu'il ait réellement entrepris des travaux dans ces sanctuaires,.
Pour le reste, rien n'indique que l'administration interne de l'empire ait connu des modifications. Il a néanmoins été remarqué qu'aucune campagne militaire n'est documentée pour son règne, ce qui pourrait être le signe d'un apaisement après les conquêtes de son père. Cela ressortirait aussi du fait qu'il ait libéré et accueilli à sa table le roi Joaquin de Juda (voir ci-dessous).

## Une image négative
La tradition babylonienne transmise par le prêtre Bérose indique qu'il aurait mal gouverné et n'aurait pas respecté les lois,. Un texte littéraire daté du règne de Nabonide, son troisième successeur, le décrit de manière négative, comme un roi seulement intéressé par la vénération de Marduk, délaissant sa famille et dont les ordres n'étaient pas suivis par les grands dignitaires,. Un autre texte littéraire postérieur, la Prophétie d'Uruk, le présente sous un jour plus positif. Quelques inscriptions de Nabonide le mentionnent aussi, se contentant de dire qu'il est le fils de Nabuchodonosor II et qu'il a régné deux ans.
La Bible offre une image plus positive du personnage. Selon le Deuxième Livre des Rois, Amel-Marduk pardonne et rend la liberté à Joaquin, roi de Juda, qui avait été retenu prisonnier à Babylone pendant trente-sept ans, et lui offre une place très honorable à sa cour,.

## Renversement
Le règne d'Amel-Marduk prend fin brutalement à l'été 560, après seulement deux années de règne, quand il est mis à mort et remplacé par Nériglissar, un haut dignitaire qui est selon Bérose aussi son beau-frère qui a manifestement été l'instigateur de sa chute,.